# Bang (Mietta)
Bang è un singolo della cantante italiana Mietta, pubblicato il 7 giugno 2024 con doppia etichetta Dischi dei sognatori e ADA Music Italy.

## Descrizione
Il brano, scritto dalla stessa cantante con Gianclaudia Franchini e Marco Rettani, è prodotto da Luca Serpenti e racconta come lasciarsi andare all'amore.

## Video musicale
Il video musicale è stato pubblicato in concomitanza all'uscita del brano attraverso il canale Youtube della cantante.

## Tracce
Testi di Daniela Miglietta, Gianclaudia Franchini e Marco Rettani, musiche di Gianclaudia Franchini e Luca Serpenti.
1. Bang – 2:59